# Granges (Ain)
Granges est une ancienne commune française du département de l'Ain. En 1974, la commune fusionne avec Matafelon pour former la commune de Matafelon-Granges.

## Politique et administration

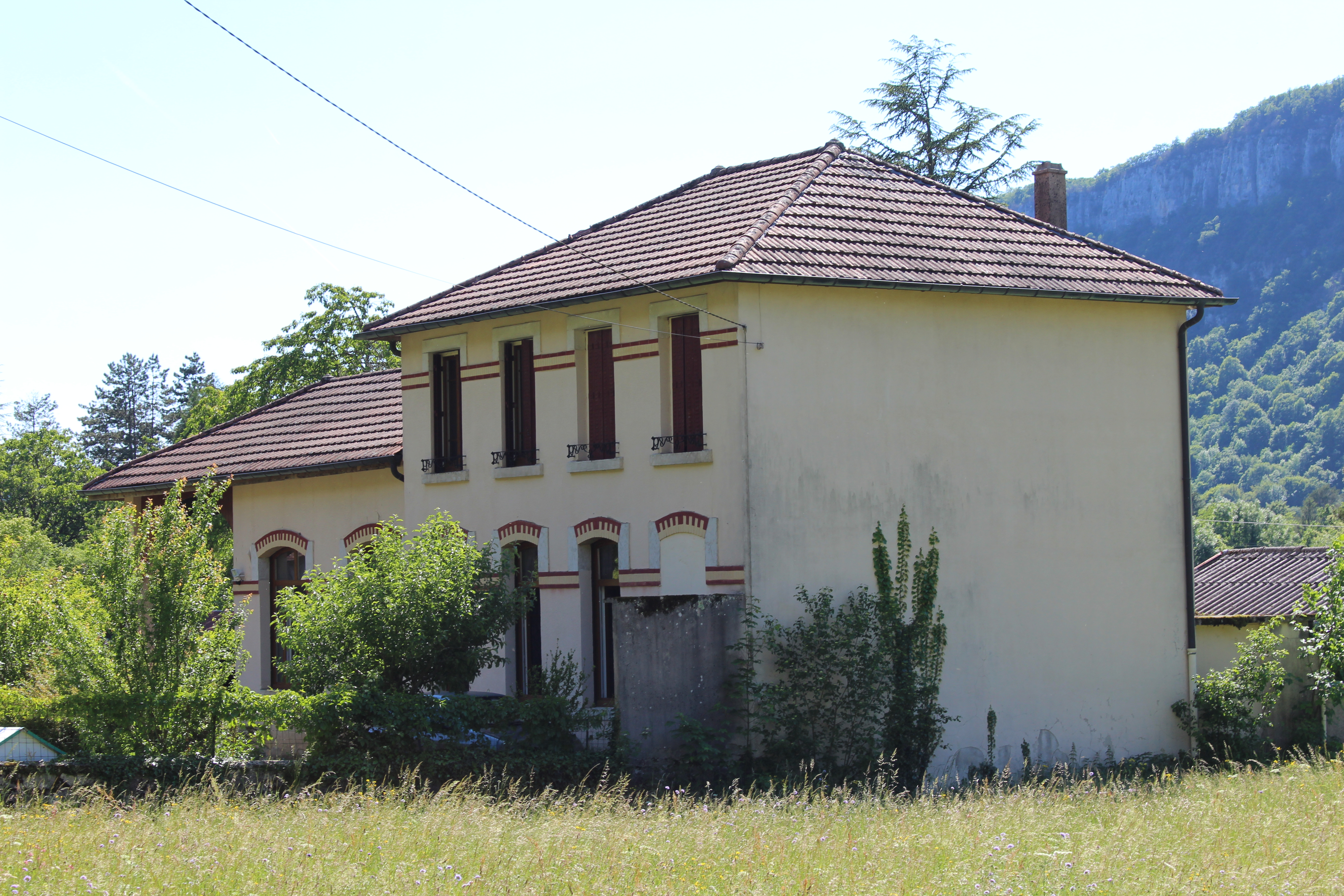
Ancienne mairie.

## Histoire
Le chef-lieu initialement situé dans le bourg de Granges est déplacé au hameau de Bombois en 1933.
Le 1er janvier 1973, la commune fusionne avec Matafelon pour former Matafelon-Granges.

## Population et société

### Démographie
| 1793 | 1800 | 1806 | 1821 | 1831 | 1836 | 1841 | 1846 | 1851 |
| ---- | ---- | ---- | ---- | ---- | ---- | ---- | ---- | ---- |
| 136  | 157  | 173  | 161  | 202  | 145  | 169  | 175  | 180  |

| 1856 | 1861 | 1866 | 1872 | 1876 | 1881 | 1886 | 1891 | 1896 |
| ---- | ---- | ---- | ---- | ---- | ---- | ---- | ---- | ---- |
| 119  | 165  | 160  | 145  | 164  | 165  | 138  | 139  | 130  |

| 1901 | 1906 | 1911 | 1921 | 1926 | 1931 | 1936 | 1946 | 1954 |
| ---- | ---- | ---- | ---- | ---- | ---- | ---- | ---- | ---- |
| 132  | 127  | 114  | 110  | 101  | 126  | 87   | 81   | 64   |

| 1962 | 1968 | - | - | - | - | - | - | - |
| ---- | ---- | - | - | - | - | - | - | - |
| 56   | 37   | - | - | - | - | - | - | - |

## Culture locale et patrimoine

### Lieux et monuments

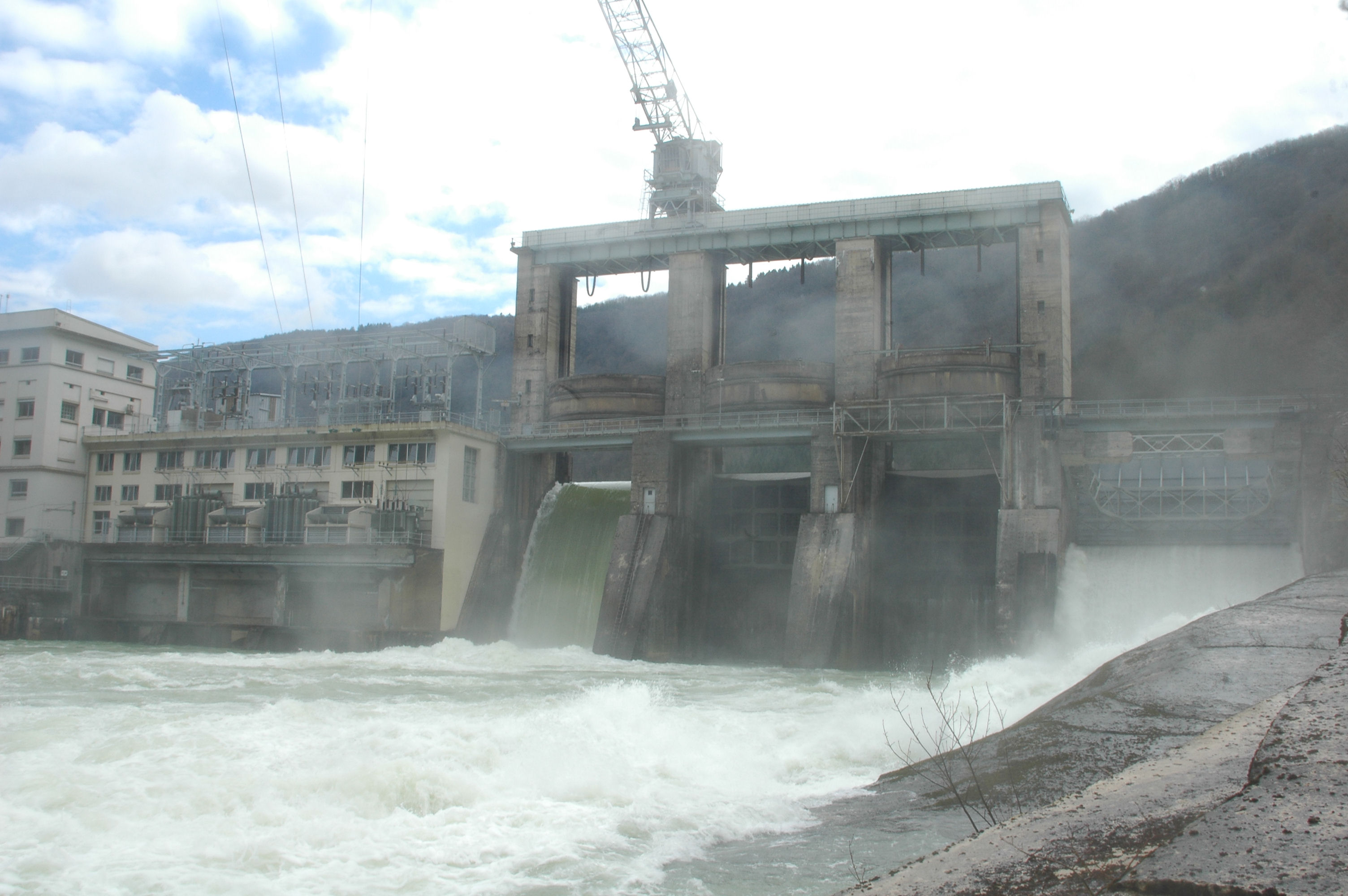
Barrage de Cize-Bolozon.

- Chapelle Saint-Antoine
- Barrage de Cize-Bolozon

## Pour approfondir